# نیچیکا یامادا
نیچیکا یامادا (انگلیسی: Nichika Yamada؛ زادهٔ ۲۴ فوریهٔ ۲۰۰۰) بازیکن والیبال زن اهل ژاپن است.